# Fatehpur (Rajasthan)
Fatehpur (Hindi फतेहपुर) ist eine Stadt mit ca. 95.000 Einwohnern im Distrikt Sikar in der Shekhawati-Region im Nordosten des indischen Bundesstaats Rajasthan.

## Lage
Fatehpur liegt etwa 165 km (Fahrtstrecke) nordwestlich von Jaipur bzw. ca. 170 km östlich von Bikaner in einer Höhe von ca. 325 m ü. d. M.; die indische Hauptstadt Delhi ist etwa 260 km in nordöstlicher Richtung entfernt. Fatehpur hat einen Bahnhof an der Strecke Sikar–Ramgarh. Das Klima ist heiß und trocken; Regen fällt nahezu ausschließlich während der sommerlichen Monsunmonate Juli bis September.

## Bevölkerung
Offizielle Bevölkerungsstatistiken werden erst seit 1991 geführt und veröffentlicht.
| Jahr      | 1991   | 2001   | 2011   |
| Einwohner | 66.387 | 78.462 | 92.595 |

Knapp 46 % der Einwohner sind Hindus, ca. 53 % sind Moslems; die restlichen 1 % entfallen auf Jains, Sikhs, Christen und Buddhisten. Wie im Norden Indiens üblich, ist der männliche Bevölkerungsanteil um etwa 5 % höher als der weibliche.

## Wirtschaft
Die Region der Shekhawati ist traditionell landwirtschaftlich geprägt, wobei in der Vergangenheit vor allem die Viehzucht eine große Rolle spielte. Wegen der durchziehenden Handelskarawanen haben sich bereits im 17. und 18. Jahrhundert in einigen größeren Dörfern Händler niedergelassen, die jedoch nach der Verlagerung des Handels auf den Seeweg in die Häfen von Surat, Bombay u. a. abwanderten. Der Tourismus ist nur von untergeordneter Bedeutung.

## Geschichte
Fatehpur war jahrhundertelang nur ein größeres Dorf, welches erst durch die Aktivitäten von Fateh Khan Kayamkhani um die Mitte des 15. Jahrhunderts zur Stadt aufstieg und durch die Zunahme des Karawanenhandels zwischen Indien und dem Vorderen Orient bzw. Europa im 18. und 19. Jahrhundert eine gewisse Bedeutung erlangte. Wohlhabend gewordene Kaufleute siedelten sich an und bauten große Wohn- und Geschäftshäuser (Havelis), die reich mit Malereien ausgestattet waren. Nach der Machtübernahme durch die Briten verlagerte sich der Handel zunehmend auf die weiter südlich gelegenen Seehäfen und die gesamte Shekhawati-Region geriet ins Abseits.

## Sehenswürdigkeiten

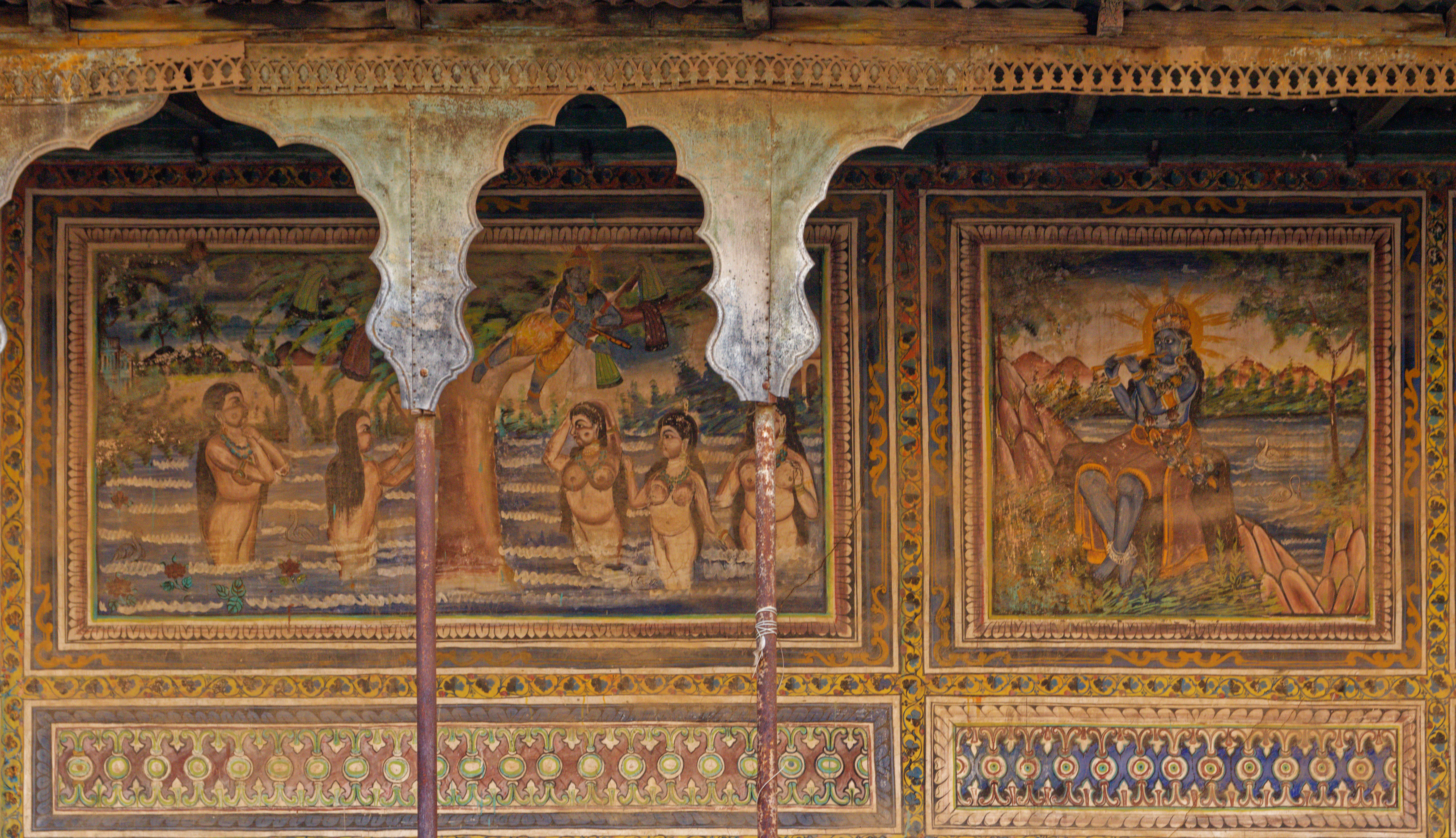
Krishna und die Gopis

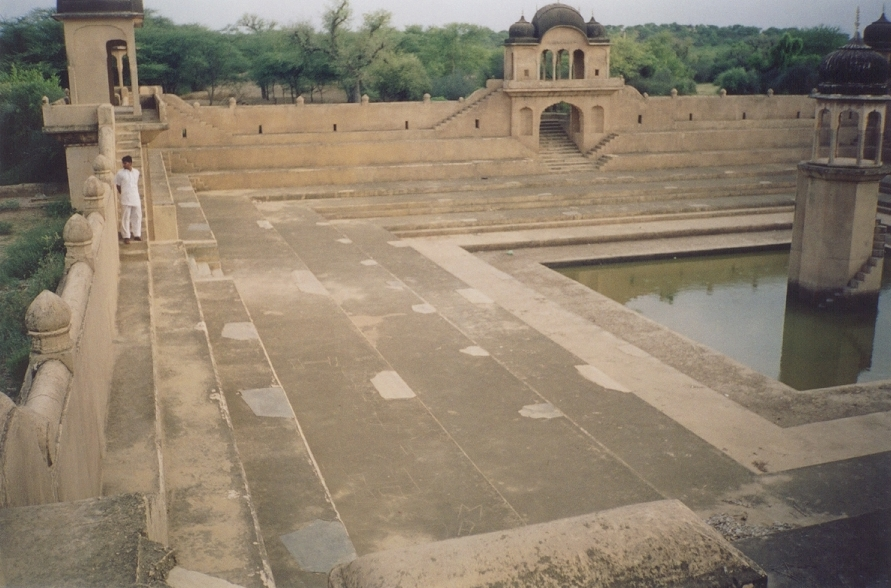
Stufenbrunnen

- In der Stadt verteilt stehen mehrere alte Kaufmannshäuser (z. B. Singhania Haveli, Goenka Haveli, Choudaharia Haveli oder Jagannath Singhania Haveli), deren Malereien mit zumeist populär-religiösen Themen (Krishna und Radha oder Rama und Sita) aus dem ausgehenden 19. oder beginnenden 20. Jahrhundert stammen. Viele Havelis sind in ruinösem Zustand.
- Der im 19. Jahrhundert erbaute Hindu-Tempel Dwarkadheesh Mandir ist ebenfalls mit Malereien versehen.
- Außerhalb der Stadt befindet sich ein relativ flacher quadratischer Stufenbrunnen (bawdi) aus dem 18. oder 19. Jahrhundert mit komplett erhaltener Einfassungsmauer, die in der Mitte jeder Seite durch repräsentative Torbauten mit Bengalischen Dächern geöffnet ist. Während der sommerlichen Monsunmonate sammelt sich hier eine große Menge an Regenwasser, welches leicht von den Frauen geschöpft werden kann.